# Aldo De Benedetti
Pour les articles homonymes, voir Benedetti.
Aldo De Benedetti, né le 13 août 1892 à Rome (Latium) et mort le 19 janvier 1970 dans la même ville, est un dramaturge et scénariste italien. 

## Biographie
Il a été actif de la fin des années 1920 jusqu'à sa mort en tant qu'auteur de comédies légères et scénariste de téléphones blancs. Puisqu'il était juif, après la promulgation des lois raciales fascistes, son nom ne pouvait plus apparaître dans le générique de ses films. Pour la même raison, il n'a pas pu scénariser de comédies entre 1938 et la fin de la Seconde Guerre mondiale. En tout, il a scénarisé environ 118 films entre 1920 et 1958. En 1956, il a scénarisé Sous le ciel de Provence avec Fernandel.
Ses œuvres théâtrales les plus connues et les plus représentées en Italie et à l'étranger sont Deux douzaines de roses écarlates (Due dozzine di rose scarlatte), écrite pour Vittorio De Sica et Giuditta Rissone en 1936 et Les Cinq dernières minutes (Gli ultimi cinque minuti) en 1951.
Il s'est suicidé à l'âge de 77 ans pour des raisons non élucidées.

## Théâtre
- La resa di Titì (1931)
- Non ti conosco più (1932)
- Milizia territoriale (1933)[3]
- Lohengrin (1933)
- L'uomo che sorride (1935)
- Due dozzine di rose scarlatte (1936)
- Sbaglio di essere vivo (1945)
- L'armadietto cinese (1947)
- Gli ultimi cinque minuti (1951)
- Buonanotte, Patrizia! (1956)
- Il libertino (1960)
- Il libertino (1971)

## Filmographie non exhaustive

### Réalisateur
- 1923 : Marco Visconti
- 1926 : Garibaldi
- 1929 : La grazia (it)

### Scénario
- 1936 : La damigella di Bard de Mario Mattoli
- 1937 : Gli ultimi giorni di Pompeo de Mario Mattoli
- 1937 : Felicita Colombo de Mario Mattoli
- 1937 : Contessa di Parma d'Alessandro Blasetti
- 1938 : Nonna Felicita de Mario Mattoli
- 1947 : Daniele Cortis de Mario Soldati
- 1948 : Che tempi! de Giorgio Bianchi
- 1949 : Il vedovo allegro de Mario Mattoli
- 1954 : Orient-Express de Carlo Ludovico Bragaglia